# Kangerlussuaq (Sermersooq)
Il Kangerlussuaq (o Kangerdlugssuaq o Storfjord) è un fiordo della Groenlandia lungo 7km. Si trova al limite settentrionale della Terra di Re Cristiano IX e sbocca nello Stretto di Danimarca; si trova nel comune di Sermersooq.